# Królestwo Cypru

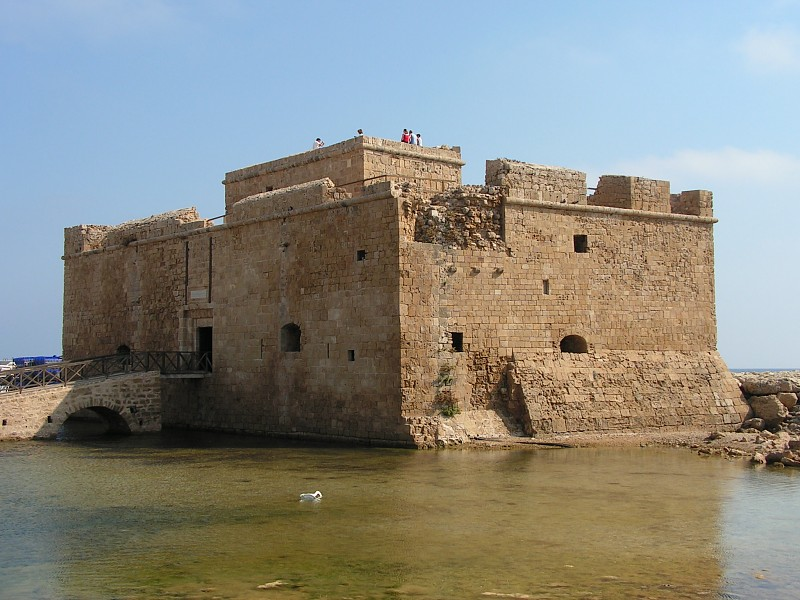
Fort w Pafos, wybudowany w 1391

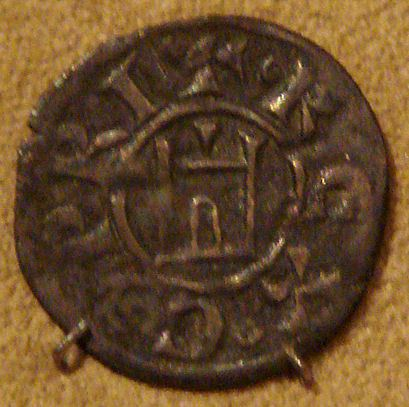
Cypryjska moneta z XIII wieku

Królestwo Cypru – feudalne państwo założone w średniowieczu na wyspie Cypr przez krzyżowców. W 1489 roku kupcy weneccy przejęli kontrolę nad Królestwem i zmusili jego ostatnią władczynię, Katarzynę Cornaro, do abdykacji, po której wyspa Cypr stała się kolonią Republiki Weneckiej.

## Władcy Królestwa Cypru

### Ród de Lusignan
- Gwidon de Lusignan (1192–1194)
- Amalryk z Lusignan (1194–1205) – brat
- Hugo I (1205–1218) – syn
- Henryk I (1218–1253) – syn
  - Alicja Cypryjska (regentka: 1218–1235)
- Hugo II (1253–1267) – syn
  - Placencja z Antiochii (regentka: 1253–1258)

### Ród de Poitiers-Lusignan
- Hugo III (1267–1284) – po matce wnuk Hugona I
- Jan I (1284–1285) – syn
- Henryk II (1285–1306) – brat
  - Amalryk z Tyru (regent i uzurpator: 1306–1310)
- Henryk II (1310–1324) ponownie
- Hugo IV (1324–1359) – po ojcu wnuk Hugona III
- Piotr I (1359–1369) – syn
- Piotr II (1369–1382) – syn
- Jakub I (1382–1398) – stryj, syn Hugona IV
- Janus (1398–1432) – syn
- Jan II (1432–1458) – syn
- Charlotta (1458–1464) – córka; od 1459 z mężem Ludwikiem Sabaudzkim
- Jakub II Bastard (1464–1473) – brat, nieślubny
- Jakub III (1473–1474) – syn
- Katarzyna Cornaro (1474–1489) – matka

Ród de Lusignan – francuska rodzina szlachecka. Pierwsze wzmianki o niej pojawiają się w X wieku. Ich gniazdem rodowym było Ponthieu. W XI w. podzielili się na kilka linii.